# Српска православна црква Светог Николе у Меленцима
Српска православна црква Светог Николе у Меленцима, месту у општини Зрењанин, највероватније је подигнута у другој половини 18. века, убрзо по досељењу Срба граничара 1752. године и има статус споменика културе у категорији непокретних културних добара од великог значаја.
Црква је саграђена као једнобродна грађевина са петоугаоном апсидом и звоником на западној страни, док су западна, јужна и северна фасада декорисане су плитким пиластрима са капителима.
Иконостас, тронове и певнице је сликао 1806. године Арсеније Теодоровић, док је зидне слике радио 1864. године Никола Алексић. Тематика је уобичајена за период када слике настају – теме из Старог и Новог завета, али и теме из националне историје, које у време појаве романтизма у српској уметности почињу да добијају све већи значај. Аутор „Христовог гроба”, ретког и изузетног сликарског дела, није међутим идентификован. Осим иконостаса, црква има и богату ризницу сакралних предмета, вредних творевина примењене уметности, коју су попунили приложници и дародавци.

## Галерија
- Апсида
- Јужна фасада
- Западна фасада
- Ентеријер
- Хор
- Иконостас
- Зидно сликарство